# Ligne ferroviaire régionale du Latium FL3
La ligne FL3 (FR3 jusqu'en 2012) est le nom d'une ligne du service ferroviaire régional du Latium, intégré au Service ferroviaire suburbain de Rome. 

## Gares
| Gare                      | Commune            | Ouverture | Correspondance | Note                                             | Zone de tarification, |
| ------------------------- | ------------------ | --------- | -------------- | ------------------------------------------------ | --------------------- |
| Viterbe Porta Fiorentina  | Viterbe            | 1886      |                |                                                  | D                     |
| Viterbe Porta Romana      | Viterbe            | 1894      |                |                                                  | D                     |
| Tre Croci                 | Vetralla           |           |                |                                                  | D                     |
| Vetralla                  | Vetralla           |           |                |                                                  | D                     |
| Capranica-Sutri           | Capranica          | 1894      |                |                                                  | C                     |
| Oriolo                    | Oriolo Romano      |           |                |                                                  | C                     |
| Manziana-Canale Monterano | Manziana           |           |                |                                                  | C                     |
| Bracciano                 | Bracciano          | 1894      | COTRAL         | Bar · Taxi                                       | B                     |
| Vigna di Valle            | Bracciano          |           |                | Billetterie                                      | B                     |
| Anguillara                | Anguillara Sabazia | 1894      | COTRAL         | Billetterie                                      | B                     |
| Cesano di Roma            | Rome               |           | ATAC COTRAL    | Début de la zone urbaine de Rome                 | A                     |
| Olgiata                   | Rome               |           | ATAC COTRAL    | Billetterie · Escalator · Ascenseur              | A                     |
| La Storta                 | Rome               |           | ATAC COTRAL    | Billetterie · Escalator · Ascenseur · Bar        | A                     |
| La Giustiniana            | Rome               |           | ATAC COTRAL    | Billetterie · Escalator · Ascenseur              | A                     |
| Ipogeo degli Ottavi       | Rome               | 2000      | ATAC           | escalator · Ascenseur                            | A                     |
| Ottavia                   | Rome               | 1971      | ATAC           | Billeterie · Escalor · Ascenseur                 | A                     |
| Rome San Filippo Neri     | Rome               | 1970      | ATAC           | Billetterie · escalator · Ascenseur              | A                     |
| Rome Monte Mario          | Rome               | 1894      | ATAC           | Billetterie · Escalator · Ascenseur · Bar        | A                     |
| Gemelli                   | Rome               | 1961      | ATAC           | Escalator · Ascenseur                            | A                     |
| Rome Balduina             | Rome               | 1978      | ATAC           | Billetterie · Escalor · Ascenseur                | A                     |
| Appiano                   | Rome               | 1999      | ATAC           | Billetterie · Escalator · Ascenseur              | A                     |
| Valle Aurelia             | Rome               | 2000      | ATAC           | Billeterie · Escalator · Ascenseur               | A                     |
| Rome San Pietro           | Rome               | 1894      | ATAC           | Billetterie · Escalator · Ascenseur · Bar        | A                     |
| Quattro Venti             | Rome               | 2006      | ATAC           | Escalator                                        | A                     |
| Rome Trastevere           | Rome               | 1911      | ATAC           | Billetterie · Bar                                | A                     |
| Rome Ostiense             | Rome               | 1940      | ATAC           | Billetterie · Escalator · Ascenseur · Bar · Taxi | A                     |